# Mausoleo di Khoja Doniyor
Il mausoleo di Khoja Doniyor è un edificio situato a Samarcanda che raccoglie le spoglie del profeta Daniele.

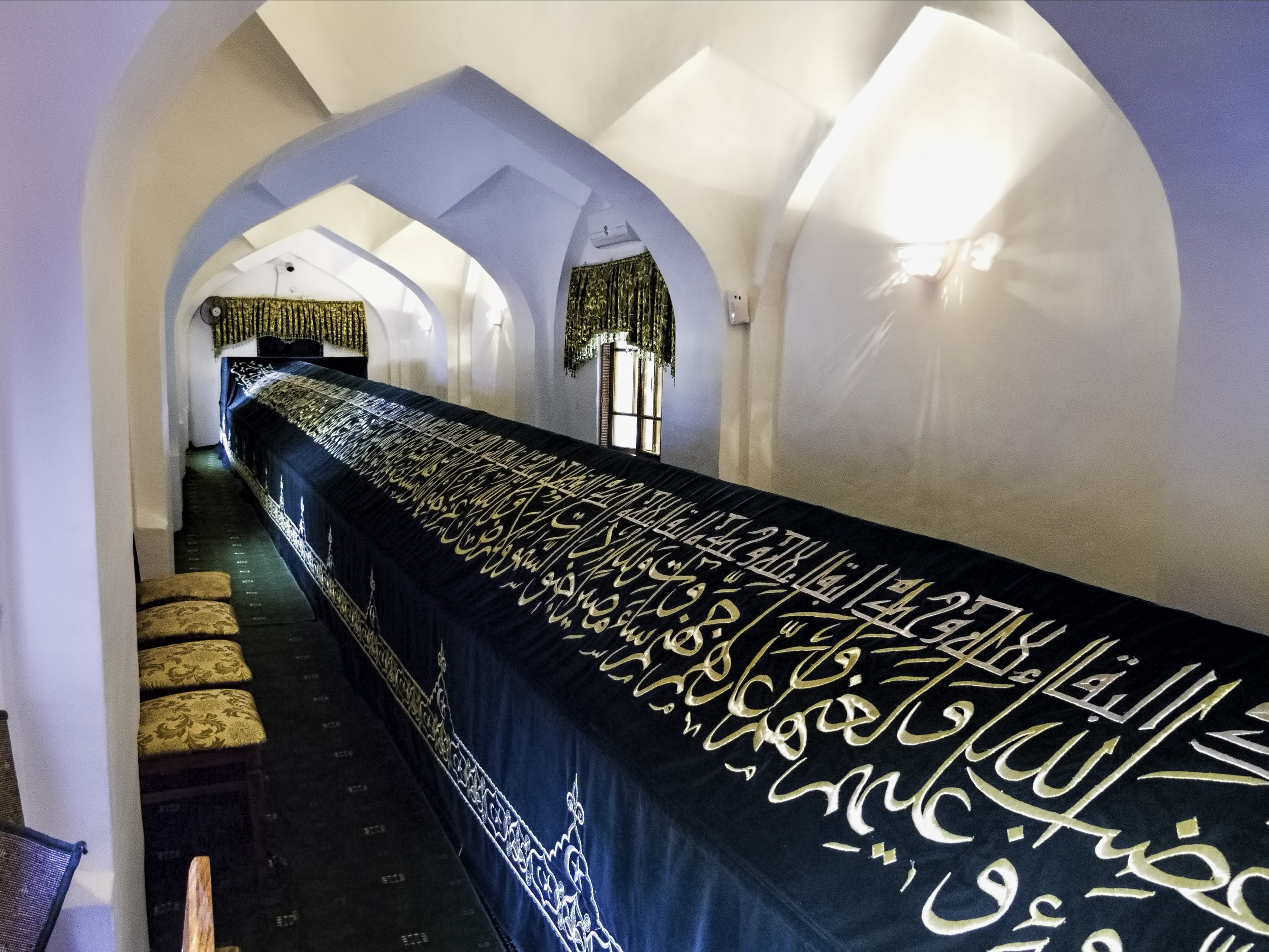
La tomba del profeta Daniele

È composto da cinque cupole: al suo interno si trova un sarcofago di ben 18 m di lunghezza che conterrebbe il corpo del profeta Daniele. Tale lunghezza deriva dalla leggenda secondo cui il suo corpo crescerebbe di un centimetro l'anno.
Le spoglie del profeta furono traslate da Susa in Iran, essendo lì conservate sin dal V secolo. Fu Tamerlano a traslarle nella loro attuale collocazione.